# Andrew Rayel
Andrew Rayel, artistnamn för Andrei Rață, född 21 juli 1992, är moldavisk tranceproducent och -DJ.
Andrew Rayels genombrott kom när hans låt Aether valdes till veckans låt i Armin van Buurens radioprogram A State of Trance 491 (13 januari 2011). Han har skivkontrakt på van Buurens skivbolag Armada Music. 2012 tog han sig in på plats 77 på DJ Mags topplista över diskjockeyer, och året därpå nådde han plats 28.

## Diskografi
- 2013 – Mystery of Aether (samlingsalbum)
- 2014 – Find Your Harmony